# Tre Valli Varesine 1954
La Tre Valli Varesine 1954, trentaquattresima edizione della corsa, si svolse l'8 agosto 1954 su un percorso di 216 km. La vittoria fu appannaggio dell'italiano Giorgio Albani, che completò il percorso in 5h50'19", precedendo i connazionali Rino Benedetti e Giuseppe Minardi.
Sul traguardo di Varese almeno 20 ciclisti portarono a termine la competizione.  

## Ordine d'arrivo (Top 10)
| Pos. | Corridore             | Squadra   | Tempo    |
| ---- | --------------------- | --------- | -------- |
| 1    | Giorgio Albani        | Legnano   | 5h50'19" |
| 2    | Rino Benedetti        | Legnano   | s.t.     |
| 3    | Giuseppe Minardi      | Legnano   | s.t.     |
| 4    | Rinaldo Moresco       | Fiorelli  | s.t.     |
| 5    | Giuliano Michelon     | Fiorelli  | s.t.     |
| 6    | Aldo Zuliani          | Torpado   | s.t.     |
| 7    | Giuseppe Buratti      | Doniselli | s.t.     |
| 8    | Luciano Maggini       | Lygie     | a 1'20"  |
| 9    | Marcello Pellegrini   | Lygie     | s.t.     |
| 10   | Tranquillo Scudellaro | Legnano   | s.t.     |